# Bogusław Zych
Bogusław Zych (Varsavia, 10 dicembre 1951 – Naprawa, 3 aprile 1995) è stato uno schermidore polacco, vincitore di una medaglia di bronzo nella scherma ai giochi olimpici.